# Hemigrammocapoeta culiciphaga
Hemigrammocapoeta culiciphaga és una espècie de peix cipriniforme de la família dels ciprínids que es troba a Síria i Turquia.